# Argyroderma pearsonii
Argyroderma pearsonii es una especie de planta suculenta perteneciente a la familia de las aizoáceas. Es originaria del sur de África.

## Descripción
Es una pequeña planta suculenta que alcanza los 5 cm de altura y se encuentra en altitudes de 120 a 400 metros en Sudáfrica.

## Taxonomía
Argyroderma pearsonii fue descrita por (Haw.) L.Bolus y publicado en Notes Mesembryanthemum 2: 79 1929.
Argyroderma: nombre genérico que deriva del griego arghyrion = (plata) y dermis = (piel) debido a su aspecto y su color.
pearsonii: epíteto otorgado en honor del botánico Henry Harold Welch Pearson (1870 - 1916).
Sinonimia
- Mesembryanthemum pearsonii N.E.Br. (1912)
- Argyroderma amoenum Schwantes
- Argyroderma cuneatipetalum L.Bolus (1934)
- Argyroderma framesii auct.
- Argyroderma luckoffii L.Bolus (1934)
- Argyroderma ovale L.Bolus (1934)
- Argyroderma schlechteri Schwantes (1929)
- Argyroderma testiculare var. pearsonii N.E.Br.
- Argyroderma testiculare var. luteum N.E.Br.[2]